# Prsten sudbine
Prsten sudbine är Suzana Jovanovićs sjätte studioalbum, utgiven år 1999 via Grand Production.

## Låtlista
1. Prsten sudbine (Ring av öden)
2. Princ (Prins)
3. Bižuterija (Oäkta smycken)
4. Častiću te tugom (Jag köper dig sorg)
5. Crni labud (Svart svan)
6. Baš me briga (Jag bryr mig inte)
7. Caru, carevo (Caesar, det som tillhör kejsaren)
8. Đavo (Djävul)
9. Gospodarica (Husmor)
10. Pade mi na pamet